# پیتر کرلی
پیتر کرلی (انگلیسی: Peter Kerley؛ ۲۷ اکتبر ۱۹۰۰ – ۱۴ مه ۱۹۷۹) پزشک متخصص رادیولوژی اهل بریتانیا بود که به خاطر نقشش در تشخیص سرطان ریه و جراحی ریه پادشاه بریتانیا جرج ششم و توصیف خطوط کرلی که یک نشانهٔ رادیولوژیک در نارسایی قلبی، است، شهرت دارد.
کرلی در زمانی که علم رادیولوژی به تازگی راه افتاده بود، آموزش اولیه رادیولوژی خود را در وین گذراند. پس از بازگشت، تحصیلات خود را در کمبریج به پایان رساند و در بیمارستان وست مینستر مشغول به کار شد. در اینجا، او از نزدیک با سِر کلمنت پرایس توماس کار کرد و همچنین یک کتاب درسی مهم رادیولوژی را ویرایش کرد.
کرلی پس از بازگشت زودهنگام خود از هند و سنگاپور در طول جنگ جهانی دوم، به کار خود در حوزهٔ رادیولوژی قلب و ریه ادامه داد و مشاور رادیولوژی وزارت سلامت و مددکاری اجتماعی شد.
او در طول دوران کاری خود، جوایز، افتخارات و مقام‌های اجرایی متعددی را دریافت کرد و به عنوان یکی از بهترین رادیولوژیست‌های زمان خود، به رسمیت سلطنتی و تحسین جهانی دست یافت.